# Tipsy cake
Tipsy cake (wörtlich aus dem Englischen: beschwipster Kuchen) ist ein alkoholhaltiger Biskuitkuchen, der mit Sherry-Sirup getränkt, mit Sahne und Mandeln dekoriert ist. Seit dem späten 18. Jahrhundert beliebt, gehört Tipsy cake zur britischen Tradition der Kuchen-, Sahne- und Alkoholpuddinge wie Trifle.

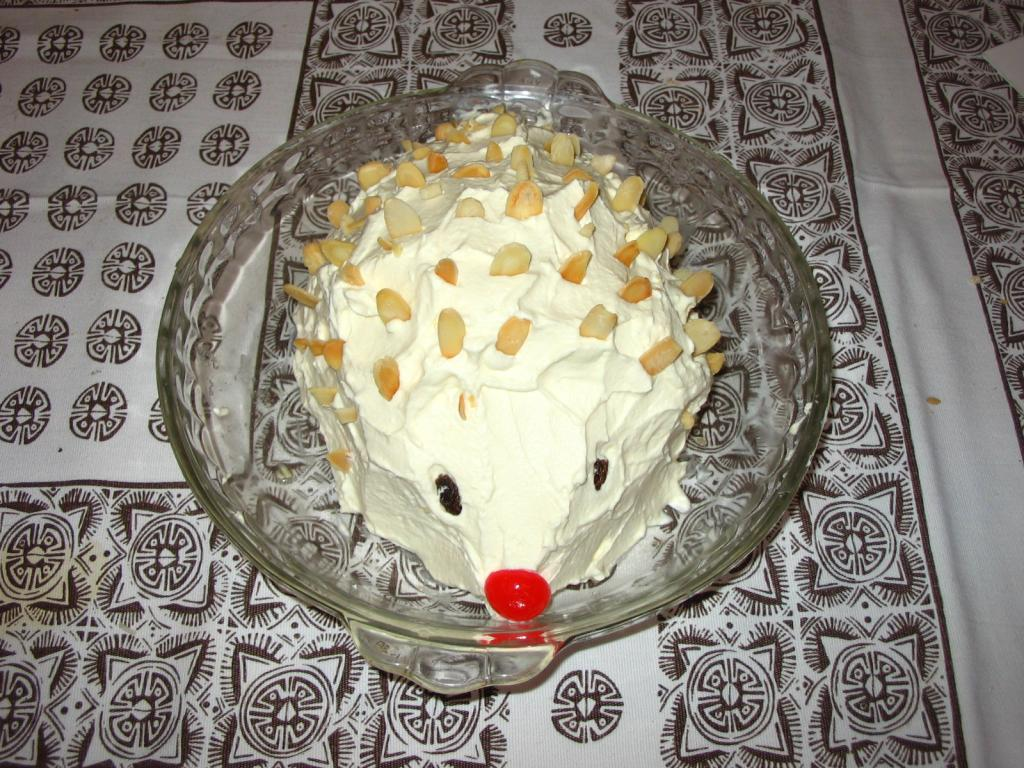
Tipsy cake in der Form eines Igels

Die erste schriftliche Erwähnung machte 1806 die britische Schriftstellerin Mary Russell Mitford, und 1855 erschien Tipsy Cake bei der englischen Kochbuchautorin Eliza Acton unter dem alternativen Namen Brandy Trifle. Florence White kombinierte 1932 den sogenannten Igelkuchen mit dem beschwipsten Kuchen zu einem beschwipsten Igelkuchen.